# ライフTV
『ライフTV』（らいふてぃーびー、英題：Life TV）は、エンタ!959で放送されていたバラエティ番組、トーク番組である。

## 番組概要
ライフプロモーション所属の個性豊かな女優陣が繰り広げるチャレンジバラエティ―番組。ライフプロモーション運営のYouTubeチャンネルが同名の「LIFE TV」であることから「スカパー!版ライフTV」と付記されることもある。
事務所所属者が様々な組み合わせと企画で順次出演予定。「チャレンジバラエティ」を謳い、事務所や個人YouTubeだけではできない企画に挑戦。また、各配信チャンネルと連動していくことも予定されている。
初回は事務所随一の安心安全コンビ、栄川乃亜と竹内有紀がスタジオMC出演。コロナ禍スタートのため、無観客でスタジオ収録された。栄川は「生きてるだけで偉いと褒める番組」と位置付けている。本放送以前には栄川、竹内、根尾あかり、二葉エマによるオンラインサイン会を含む収録後期がYouTubeで配信されている。
2022年2月27日に初の有観客イベントを渋谷で開催。同日に初のBlu-ray Disc版も発売された。2022年3月25日よりBlu-ray版の編集を基にU-NEXTで配信開始。

## 出演者
スタジオMC
- 栄川乃亜（ライフプロ所属の真面目TOP2、ライフの長老）
- 竹内有紀（ライフプロ所属の真面目TOP2、ライフの運動女子）

※スタジオ人数を制限するため、2名とも未出演の場合あり。

## 放送リスト
| 放送回 | 初回放送日     | ロケリポーター                           | 内容                                                                | 備考                                   |
| ------ | -------------- | ---------------------------------------- | ------------------------------------------------------------------- | -------------------------------------- |
| #1     | 2021年 9月17日 | 栄川乃亜、竹内有紀                       | 同年8月16日収録、竹内有紀トレーナー指導のもとパーソナルトレーニング | Blu-ray Disc Vol.1収録                 |
| #2     | 10月16日       | 根尾あかり、二葉エマ                     | 8月18日収録、台場怪奇学校に行こう                                   | 9月27日先行配信 Blu-ray Disc Vol.1収録 |
| #3     | 11月16日       | もなみ鈴、花音うらら                     | 10月23日収録、スク水カフェ                                          |                                        |
| #4     | 12月17日       | 竹内有紀、もなみ鈴、花音うらら           | 秋のアウトドア満喫企画                                              | 12月9日先行配信 Blu-ray Disc Vol.1収録 |
| #5     | 2022年 1月16日 | 栄川乃亜、竹内有紀、根尾あかり、二葉エマ | 未放送シーンスペシャル                                              | Blu-ray Disc Vol.1収録                 |
| #6     | 3月16日        | 栄川乃亜、竹内有紀、根尾あかり、二葉エマ | 初BD発売記念トークライブ                                            | Blu-ray Disc Vol.2収録                 |
| #7     | 4月17日        | 栄川乃亜、竹内有紀、根尾あかり、二葉エマ | トークライブで勝負!                                                 | Blu-ray Disc Vol.2収録                 |
|        |                | 栄川乃亜、花狩まい                       | 4月29日収録、スク水カフェ                                           |                                        |
| #8     | 6月16日        | 二葉エマ、瀬田一花                       | 5月23日収録、動物と触れ合おう                                       | Blu-ray Disc Vol.2収録                 |
|        |                | もなみ鈴、白川みなみ                     | 9月27日収録、納涼カフェ                                             |                                        |
| #9     | 2023年2月16日  | 二葉エマ、恋渕ももな、姫野らん           | 2023年1月27日公開収録                                               | Blu-ray Disc Vol.2収録                 |
| #10    | 3月16日        | 二葉エマ、恋渕ももな、姫野らん           | リアル謎解き脱出ゲームに挑戦                                        |                                        |
| #11    | 4月16日        | 竹内有紀、瀬田一花、花音うらら、姫野らん | 2023年3月7日公開収録                                                |                                        |
| #12    | 5月17日        | 竹内有紀、瀬田一花、花音うらら、姫野らん | トークライブ後編                                                    |                                        |

## スタッフ
- マネジメント：ニシオ（ライフプロモーション）
- 監督、総合演出：高橋慎
- 制作協力：ライフプロモーション
- 制作著作：ノーマンスリー